# 石垣倉治

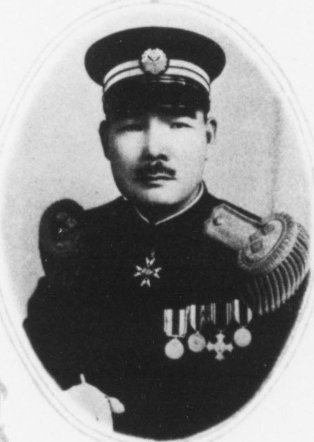
石垣倉治

石垣 倉治（いしがき くらじ、1880年〈明治13年〉7月16日 - 1942年〈昭和17年〉4月7日）は、日本の内務・警察官僚。官選長野県知事、長野市長。

## 経歴
山形県北村山郡小田島村（現・東根市）出身。石垣吉蔵の三男として生まれる。第二高等学校を卒業。1910年、東京帝国大学法科大学政治学科を卒業。同年11月、文官高等試験行政科試験に合格。内務省に入省し警視庁警部となる。
以後、警視庁警視、南元町警察署長、原庭警察署長、神奈川県警視、福島県警察部長、同県産業部長、香川県警察部長、鹿児島県書記官・内務部長、青森県書記官・内務部長などを歴任し、1929年、長野県書記官・内務部長に就任。
1931年8月、長野県知事に昇格。満州信濃村建設への道を開いた。1933年8月、台湾総督府警務局長に転じ1936年9月まで在任。同年に退官。1941年10月、長野市長に就任し、翌年4月、在任中に死去した。